# Джованні Торхіторіо V
Джованні Торхіторіо V (італ. Giovanni Torchitorio V; д/н — 1256) — юдик (володар) Кальярського юдикату в 1250—1256 роках. Мав прізвисько Кьяно.

## Життєпис
Походив з династії Лакон-Серра. Син Вільгельма Салусіо V, юдика Кальярі, та представниці роду Серра. У 1244 році став співюдиком батька, отримавши ім'я Джованні. 1250 року той зрікся влади на користь Джованні, який приймає ім'я Торхіторіо V. Втім лише після смерті батька 1254 року приніс присягу вірності Пізанській республіці. за цим оголосив своїми спадкоємцями стриєчних братів Вільгельма і Рінальдо Чеполли.
В цей час юдик фактично не контролював ситуацію в державі. Основні володіння були поділені між пізанськими родами Герардески, Капрая і Вісконті. В м. Кальярі стояв пізанський флот. Торгівлю монополізували пізанські купці.
У лютому 1256 року відправив двох посланців до Генуї для укладання таємного договору проти Пізи. Його було складено у квітні того ж року. В обмін на військову допомогу та надання Торхіторіо V статусу генуезького громадянина, купці з Генуї отримували безмитний вивіз солі з порту Кальярі. Також було домовлено про шлюб юдика з донькою Малочелло Доріа. Війська Торхіторіо V захопили ключовий замок біля Кальярі. Сюди з Генуї прибули Огеріо Ското, якого було призначено подестою Кальярі, і Джованні Понтано, як каштелян замку Кастро.
У відповідь Джованні Вісконті, юдик Галлури, і Вільгельма да Капрая, регент Арбореї, виступили проти Торхіторіо V, що отаборився в Кальярі. Невдовзі прибув пізанський флот на чолі з Герардо та Уголіно делла Герардески, який блокував Кальярі з моря. Генуезький флот, який рухався на допомогу, незважаючи на деякі успіхи, прибув занадто пізно. Юдик Кальярі втік до Санта Ігії, де був захоплений і вбитий. Усі ці події відбулися між 17 липня і 15 жовтня 1256 року. Трон спадкував його стриєчний брат Вільгельм.